# Tecnofilia
La tecnofilia (dal greco τέχνη, technē, "arte, capacità" e φίλος, philos, "amato, caro, amico") è un termine della sociologia con cui si indica la manifestazione di un atteggiamento culturale e psicologico di chi nutre fiducia o prova entusiasmo nei confronti della tecnologia, soprattutto verso le nuove tecnologie che si prospettano sul panorama tecnologico.

## Caratteristiche
Nel XX e XXI secolo, tali tecnologie sono state rappresentate dall'avvento dei personal computer, dal successo della telefonia mobile, dall'espansione di Internet e dei nuovi media, dalla innovazione costituita dall'Home entertainment e dall'home cinema.
Spesso, il dibattito sull'impatto delle tecnologie e dell'innovazione sulla società si esprime nella semplificatoria contrapposizione tra il trionfalismo apologetico dei tecnofili e il pessimismo dei tecnofobi, intendendosi per questi ultimi, coloro i quali condividono un atteggiamento negativo e pessimistico sulle conseguenze del progresso tecnologico. Il riduzionismo implicito in questa polarizzazione degli estremi tende a escludere posizioni teoriche più riflesse e critiche, la laddove un aperto "dibattito delle idee" appare essenziale per "tutelare la carica innovativa" delle tecnologie".